# Ángel Corpa
Ángel Corpa Martínez (Barajas de Melo, 19 de agosto de 1952) es un cantautor, actor de doblaje y activista español contra la despoblación rural.

## Biografía
Ángel Corpa da sus primeros pasos musicales a los trece años en grupos de diversos estilos: blues, rock, soul, etc. Fue entonces siendo muy joven cuando compone sus primeras canciones y empieza a actuar como solista en festivales, colegios y universidades. De esta manera conquista el primer premio en el certamen nacional de jóvenes intérpretes que se celebraba anualmente en aquella época.
En el año 1972 crea Jarcha, un grupo musical esencial para comprender la música de los años de la Transición española. En Jarcha compone gran parte de sus éxitos grabando catorce discos en los veinticinco años que colabora con el grupo. Desarrolla así un estilo que musicaliza obras de diversos poetas como Miguel Hernández, Eduardo Álvarez Héyer, Blas de Otero, Bertolt Brecht, Nicolás Guillén, Gabriel Celaya, Jesús Arcensio, Rafael Alberti, Lope de Vega, Cervantes, Quevedo, Góngora, Juan de Tassis (Conde de Villamediana), Garcilaso de la Vega y Pablo Neruda. Gracias a esta labor, da a conocer al gran público la tradición musical y sonora de Andalucía. Ha colaborado con Salvador Távora en el desarrollo musical de diferentes montajes del grupo de teatro La Cuadra de Sevilla.
Como actor de doblaje es conocido por ser la voz del villano Freezer en el doblaje castellano de la franquicia de anime Dragon Ball.
Ha dirigido y presentado el programa de radio “Me queda la palabra”, dedicado a la poesía y la música.
En el año 2000, junto con el Ayuntamiento de Sevilla, puso en marcha la actividad “Educación en Valores a través de la Canción” con la que ha recorrido más de 350 Centros Educativos de toda España.
En el año 2003, durante el centenario de Rafael Alberti, creó el espectáculo "Claveles y espadas", estrenado en el Teatro Falla de Cádiz y posteriormente llevado a CD.
El día 20 de enero de 2004 recibió la Medalla de la ciudad de Huelva a la Cultura, concedida al grupo Jarcha por toda su trayectoria.
En el marco del centenario del nacimiento del poeta Miguel Hernández, compuso un espectáculo con el título "Viento del pueblo", contando con las aportaciones de otros artistas como Joan Manuel Serrat, Alberto Cortez y Jorge Sarraute.
En 2023, es nombrado candidato a la presidencia de la Junta de Comunidades de Castilla-La Mancha por la agrupación de electores Más Cuenca Ahora, que forma parte del movimiento de la España Vaciada.

## Discografía
- “Andaluces de Jaén”
- “Gritos de un pueblo, un cantar”
- “La copla que está en mi boca”
- “Cadenas”
- “Elegía”
- “Donde vas, colega”
- “Andalucía”
- “El Guerrillero”
- “En el nombre de España, paz”
- “Cansonetos”
- “Claveles y espadas”
- “...ángel de humana figura”